# Xerez CD
Xerez Club Deportivo is een Spaanse voetbalclub uit de stad Jerez de la Frontera. Het thuisstadion is het Estadio Municipal de Chapín uit 1989.

## Geschiedenis
Xerez CD werd in september 1947 opgericht als 'Jerez CD'. De verandering van de letter J naar de X vond plaats in 1963; Xerez is een oude schrijfwijze van de stadsnaam.
Tot voor 2001 speelde Xerez CD nauwelijks een rol van betekenis in het professionele voetbalcircuit en schipperde het tussen de Tercera División, Segunda División B en Segunda División A waar het echter nooit hoger eindigde dan een 6e plaats in 1955 en een 9e plaats in 1988.
Als de club echter promoveert in 2001 naar de Segunda División A komt de ommekeer: dankzij het geld van een lokale ondernemer kan de club investeren en wordt een uiteindelijke 4e plaats bereikt in de competitie met de Duitse ex-profvoetballer Bernd Schuster als trainer. Vanaf dat seizoen doet de club constant mee om de promotieplaatsen naar de Primera División. Elk seizoen startte de club goed en behoorde het tot de beste 3 teams, maar wist het toch niet te promoveren. In 2009 kwam daar verandering in. De Zuid-Spaanse club versloeg op de voorlaatste speeldag Huesca met 2-1, wat genoeg was om promotie af te dwingen. Na afloop van de wedstrijd bestormden de supporters uitzinnig van vreugde het veld. Voor Xerez is het de eerste keer in hun 62-jarig bestaan dat het naar de hoogste afdeling promoveert. Op de slotspeeldag behaalde de club bovendien het kampioenschap van de Segunda A.
Het avontuur voor Xerez CD in de Primera División was van korte duur, want in het seizoen 2009/10 degradeerde het alweer naar de eerste divisie door op de laatste plaats te eindigen. Sindsdien ging het zeer hard achteruit met de club: in 2013 degradeerde het vanwege financiële problemen naar de Tercera División, en een jaar later degradeerde het zelfs naar de Primera Andaluza. In 2017 kon de club weer promoveren naar de Tercere División.  Op het einde van het seizoen 2023/24 plaatste de ploeg zich voor de eindronde en dwong de promotie af.  Zo kwam ze vanaf seizoen 2024/25 weer uit op het vierde Spaanse niveau, de Segunda Federación

## Erelijst
- Segunda División A

2008/2009
- Segunda División B

1981/1982, 1985/1986
- Tercera División

1952/1953, 1959/1960, 1964/1965, 1966/1967, 1970/1971

## Eindklasseringen
- 1948 2e
1e regionaal
- 1949 1e
1e regionaal
- 1950 7e
Tercera División
- 1951 6e
Tercera División
- 1952 10e
Tercera División
- 1953 1e
Tercera División
- 1954 11e
Segunda División
- 1955 6e
Segunda División
- 1956 12e
Segunda División
- 1957 10e
Segunda División
- 1958 16e
Segunda División
- 1959 2e
Tercera División
- 1960 1e
Tercera División
- 1961 2e
Tercera División
- 1962 2e
Tercera División
- 1963 12e
Tercera División
- 1964 2e
Tercera División
- 1965 1e
Tercera División
- 1966 3e
Tercera División
- 1967 1e
Tercera División
- 1968 12e
Segunda División
- 1969 7e
Tercera División
- 1970 2e
Tercera División
- 1971 1e
Tercera División
- 1972 19e
Segunda División
- 1973 6e
Tercera División
- 1974 16e
Tercera División
- 1975 5e
Tercera División
- 1976 7e
Tercera División
- 1977 8e
Tercera División
- 1978 7e
Segunda División B
- 1979 7e
Segunda División B
- 1980 13e
Segunda División B
- 1981 8e
Segunda División B
- 1982 1e
Segunda División B
- 1983 19e
Segunda División
- 1984 6e
Segunda División B
- 1985 6e
Segunda División B
- 1986 1e
Segunda División B
- 1987 18e
Segunda División
- 1988 9e
Segunda División
- 1989 12e
Segunda División
- 1990 10e
Segunda División
- 1991 20e
Segunda División
- 1992 8e
Segunda División B
- 1993 2e
Segunda División B
- 1994 5e
Segunda División B
- 1995 9e
Segunda División B
- 1996 11e
Segunda División B
- 1997 2e
Segunda División B
- 1998 21e
Segunda División
- 1999 11e
Segunda División B
- 2000 3e
Segunda División B
- 2001 3e
Segunda División B
- 2002 4e
Segunda División
- 2003 6e
Segunda División
- 2004 9e
Segunda División
- 2005 8e
Segunda División
- 2006 6e
Segunda División
- 2007 9e
Segunda División
- 2008 15e
Segunda División
- 2009 1e
Segunda División
- 2010 20e
Primera División
- 2011 8e
Segunda División
- 2012 14e
Segunda División
- 2013 22e
Segunda División
- 2014 19e
Tercera División
- 2015 10e
1e regionaal
- 2016 6e
1e regionaal
- 2017 3e
1e regionaal
- 2018 16e
Tercera División
- 2019 10e
Tercera División
- 2020 17e
Tercera División
- 2021 2e
Tercera División
- 2022 3e
Tercera Federación
- 2023 7e
Tercera Federación
- 2024 1e
Tercera Federación
- 2025 7e
Segunda Federación

- Primera División
- Segunda División
- Segunda División B
- Segunda Federación
- Tercera Federación
- 1e regionaal

## Bekende spelers
- Alex Geijo
- Aarón Ñíguez
- Miquel Roque

## Bekende trainers
- Bernd Schuster (juli 2001 - juli 2003)